# Quenacho
Instrumento grave da quena. O quenacho é um instrumento transpositor, na tonalidade de ré maior (D).